# 모바일 믹서
모바일 믹서는 건물의 건설에 필요한 콘크리트를 현장에서 직접 생산할 수가 있는 장비를 갖춘 특장차이다. 레미콘과 비슷하나 레미콘과는 달리 건설 현장에 필요한 콘크리트를 직접 생산한다는 차이점이 있다.

## 역사
모바일 믹서는 역사는 여러 방향에서 비롯된다.
1964년, 해럴드 짐머만은 펜실베이니아에서 모바일 믹서에 대한 특허를 받았기 때문에 1980년대까지 장비 제조업체는 하나 밖에 존재하지 않았다. 그 후 1999년에 해당 제조업체는 VMMB를 만들었다.

## 특징
레미콘, 펌프카와 함께 건물의 건설 현장에서 보이는 차종이며 건물의 건설 현장에서 필요한 콘크리트를 직접 생산한다는 차이점이 있는 차종이다. 그래서 차량은 현장에서 필요한 콘크리트를 바로 생산할 수가 있는 모바일 배치플랜트란 특수 장비를 장착하고 있다. 일반적인 레미콘과는 달리 자주 안보이는 차종이며 주로 22톤이나 25톤의 대형 화물차를 특장해서 만든다. 또한 콘크리트 배치 플랜트 트럭과 같이 아직은 우리나라에서 많이 보급되진 않았기 때문에 희소성이 있는 차종이다.

## 같이 보기
- 상용차
- 레미콘
- 펌프카